# عشرب سقطري
عشرب سقطري (الاسم العلمي:Exacum socotranum) أو عشرب متقارب (الاسم العلمي:Exacum affine) أو عشرب ناحل الساق (الاسم العلمي:Exacum gracilipes) هو نوع من النباتات يتبع جنس العشرب من الفصيلة الجنطيانية. ويسمى هذا النبات أيضا البنفسج الإيراني (بالإنجليزية: Persian Violet)‏.
موطن هذا النبات اليمن وخصوصا جزيرة سقطرى وهذا النبات مهدد بالانقراض.